# Станіслав Вінценз

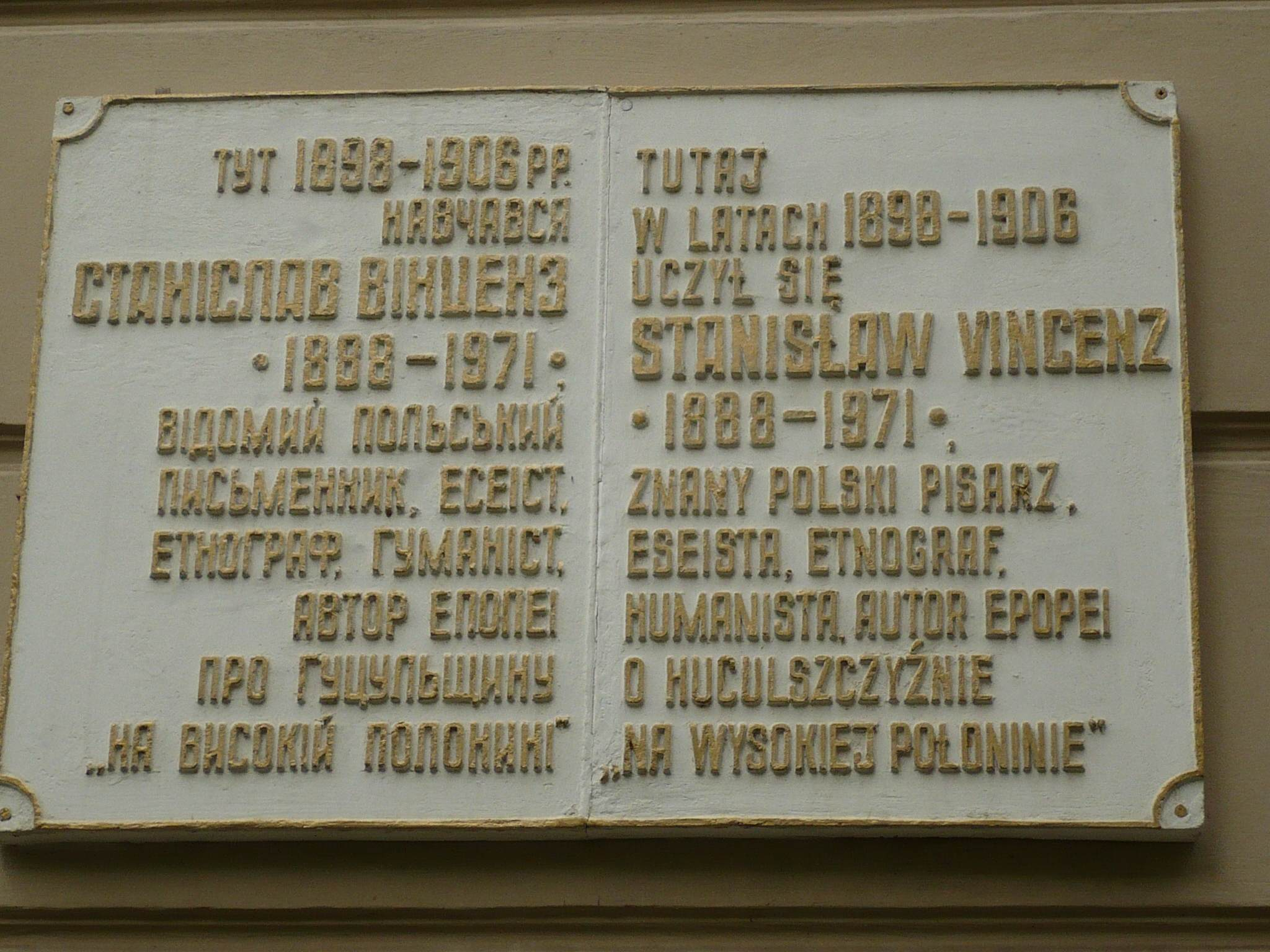
Меморіальна таблиця на будинку Коломийської гімназії.

Стані́слав Ві́нценз (* 30 листопада 1888, Слобода-Рунґурська, нині село Слобода Коломийського району Івано-Франківської області,— † 28 січня 1971, Лозанна) — польський письменник, філософ, перекладач.

## Біографічні відомості
Предки Вінценза походили з Франції, але пізніше проживали у Відні і Станіславі. Батько письменника, Фелікс Вінценз, народився та жив у Слободі-Рунґурській на Коломийщині, займався видобутком нафти, а мати, Зофія Пшибиловська, належала до старовинного польського роду, що переселився на Гуцульщину. С. Вінценз народився 30 листопада 1888 р. у Слободі-Рунґурській, дитячі та юнацькі роки провів у свого дідуся і бабусі — Станіслава й Отилії Пшибиловських, які прибули у Карпати із Поділля ще у 1864 р. Проживав у селі Бистрець Верховинського району.
Початкову освіту здобув під керівництвом першого вчителя в Криворівні Л. Гарматія, а також своїх дідуся і бабусі.
Навчався в гімназіях у Коломиї та Стрию.
У Львівському та Віденському університетах вивчав право, біологію, психологію, філософію, санскрит.
У 1914 р. у Відні захистив дисертацію з філософії. Знав чотирнадцять мов, перекладав твори Ф. Достоєвського. Його улюбленими письменниками були Гомер і Данте.
С. Вінценз брав участь у Першій світовій війні на боці Австро-Угорщини, а потім — Польщі.
У 1922 р. демобілізувався і працював у Варшаві редактором журналу «Дорога».
У 1930 р. почав писати головний твір свого життя — чотиритомну епопею про Гуцульщину «На високій полонині». 1936 року він власним коштом біля батьківської хати у Слободі-Рунґурській встановив пам'ятник Іванові Франку, один із перших у світі. У 1939 р. енкавеесівці заарештували Вінценза в Слободі-Рунґурській. Завдяки допомозі українських письменників Івана Ле та Петра Панча його звільнили з тюрми, після чого він перебрався у свій маєток у Бистриці на присілку Скарби, а звідти 1940 р. таємно, разом з дружиною Іреною і дітьми Андрієм та Барбарою, завдяки допомозі бистрецького гуцула П. Білоголового, перейшов через кордон на Чорногірському хребті (Татарський перевал).
До 1946 р. жив в Угорському королівстві, згодом два роки — у Західній Німеччині, а потім — у Греноблі (Франція). З 1964 р. і до кінця життя мешкав у Лозанні (Швейцарія). Співпрацював із паризьким видавництвом «Культура». Чотири десятки років працював над тетралогією «На високій полонині».
Помер 28 січня 1971 р. в Лозанні. У 1991 р. тіла С. Вінценза та його дружини були перепоховані на Сальваторському цвинтарі у Кракові.

## Родина
Син Андре де Вінценз — французький славіст, професор славістики Ґеттінґенського університету (Німеччина). Дослідник гуцулської антропонімії, ономастики та румунських впливів у Північних Карпатах.

## Твори
- Na wysokiej połoninie: — «На високій полонині»

- 1. Prawda starowieku (Warszawa 1938) — «Предвічна правда»
- 2. Nowe czasy (Zwada) (Londyn 1970); Nowe czasy (Listy z nieba) Londyn 1974 — «Нові часи (Сварня)», «Нові часи (Листи з неба)»
- 3. Barwinkowy wianek (Londyn 1979) — «Барвінковий вінок»

- O książkach i czytaniu (Budapeszt 1942) — «Про книжки і читання»
- Po stronie pamięci (Paryż 1965) — «З боку пам'яті»
- Dialogi z Sowietami (Londyn 1966) — «Діалоги з совітами»
- Tematy żydowskie (Londyn 1977) — «Єврейські теми»
- Z perspektywy podróży (Kraków 1980) — «З перспективи подорожей»
- Po stronie dialogu (Warszawa 1983) — «З боку діалогу»
- Powojenne perypetie Sokratesa (Kraków 1985) — «Післявоєнні перипетії Сократа»
- Outopos. Zapiski z lat 1938—1944 (Wrocław 1992) — «Утопос. Записки з 1938—1944 років»
- Atlantyda. Pisma rozproszone z lat II wojny światowej (Warszawa 1994) — «Атлантида. Розрізнені твори з часів Другої світової війни»

## Переклади українською
- Вінценз С. Ф. На високій полонині. Правда старовіку / переклав із польської Богдан Сенежак. — Львів : Червона калина, 1997. — 452 с.
- Вінценз С. Уявна дійсність? / переклав із польської Олег Король //  Ї (часопис). — 2009. — № 58.
- Вінценз С. Львівські космополіти / переклав із польської Олег Король // Ї. — 2009. — № 58.
- Вінценз С. На високій полонині / переклав із польської Тарас Прохасько. — Івано-Франківськ : Лілея-НВ, 2011. — 640 с. — ISBN 978-966-668-271-3.
- Вінценз С. Діалоги з совєтами / пер. з польської Олесь Герасим. — Вид. 2-ге. — Львів : Апріорі, 2023. — 296 с.

## Нагороди і відзнаки
- 1938. Лицарський хрест Ордена Відродження Польщі[4]
- 1938. Золотий академічний лавровий вінець (пол. Złoty Wawrzyn Akademicki)[5]
- Праведник світу[6]